# Aristofusus helenae
Aristofusus helenae is een slakkensoort uit de familie van de Fasciolariidae. De wetenschappelijke naam van de soort werd in 1939 voor het eerst geldig gepubliceerd door P. Bartsch.